# Mohamed Belouizdad
Pour les articles homonymes, voir Belouizdad (homonymie).
Mohamed Belouizdad (en arabe : محمد بلوزداد), né le 3 novembre 1924 à Belcourt, Alger, mort le 14 janvier 1952, est le premier responsable de l'Organisation spéciale, branche militaire du Mouvement pour le triomphe des libertés démocratiques (MTLD).

## Biographie
Il est né dans le quartier de Belcourt, rue Millet à Alger dans une famille originaire de  Guenzet.Il a cinq frères et deux sœurs, parmi eux le docteur Mustapha Belouizdad, Othmane Belouizdad (1929 - 2022), membre des 22 du CRUA et Sahnoune Belouizdad, mort sous la torture à la prison d'El Harrach.
Il est désigné, après 1945, comme permanent à la tête du nord constantinois, à la suite de la répression des manifestations du 8 mai à Guelma, Kherrata et Sétif qui connaissent des arrestations massives de dirigeants politiques et autres militants nationalistes, mettant en déroute la quasi-totalité des structures du parti dans la région.
Il est l'un des fondateurs et premier responsable de l'organisation spéciale (OS) en février 1947.
Frappé par la tuberculose pendant de longues années, il meurt le 14 janvier 1952 à Paris, emporté par la maladie. Il repose au cimetière Sidi M'Hamed dans le quartier populaire de Belcourt qui porte aujourd'hui son nom.

## Sources
- Yves Courrière, La guerre d'Algérie, Fayard, 2001